# Grigori Kriss
Grigori Iàkovitx Kriss (en ucraïnès: Григорій Якович Крісс; en rus: Григорий Яковлевич Крисс, Grigori Iàkovlevitx Kriss) (Kíiv, 24 de desembre de 1940) és un tirador ucraïnès, ja retirat, que competí per la Unió Soviètica i que guanyà quatre medalles olímpiques.

## Biografia
Va néixer el 24 de desembre de 1940 a la ciutat de Kíiv, població situada en aquells moments a la República Socialista Soviètica d'Ucraïna (Unió Soviètica) i que avui dia és la capital d'Ucraïna.

## Carrera esportiva
Va participar, als 23 anys, en els Jocs Olímpics d'Estiu de 1964 realitzats a Tòquio (Japó), on va aconseguir guanyar la medalla d'or en la prova individual en la modalitat d'espasa, a més de finalitzar setè en la prova per equips. En els Jocs Olímpics d'Estiu de 1968 celebrats a Ciutat de Mèxic (Mèxic) aconseguí guanyar la medalla de plata en les proves individual i per equips. Finalment, en els Jocs Olímpics d'Estiu de 1972 realitzats a Múnic (Alemanya Occidental) guanyà la medalla de bronze en la prova per equips, però no aconseguí guanyar cap medalla en la prova individual.
Al llarg de la seva carrera guanyà vuit medalles en el Campionat del Món d'esgrima, entre elles tres medalles d'or. També guanyà cinc campionats soviètics d'espasa, el 1964, 1965, 1967, 1968 i 1970.